# Снегопад в Китае (2008)

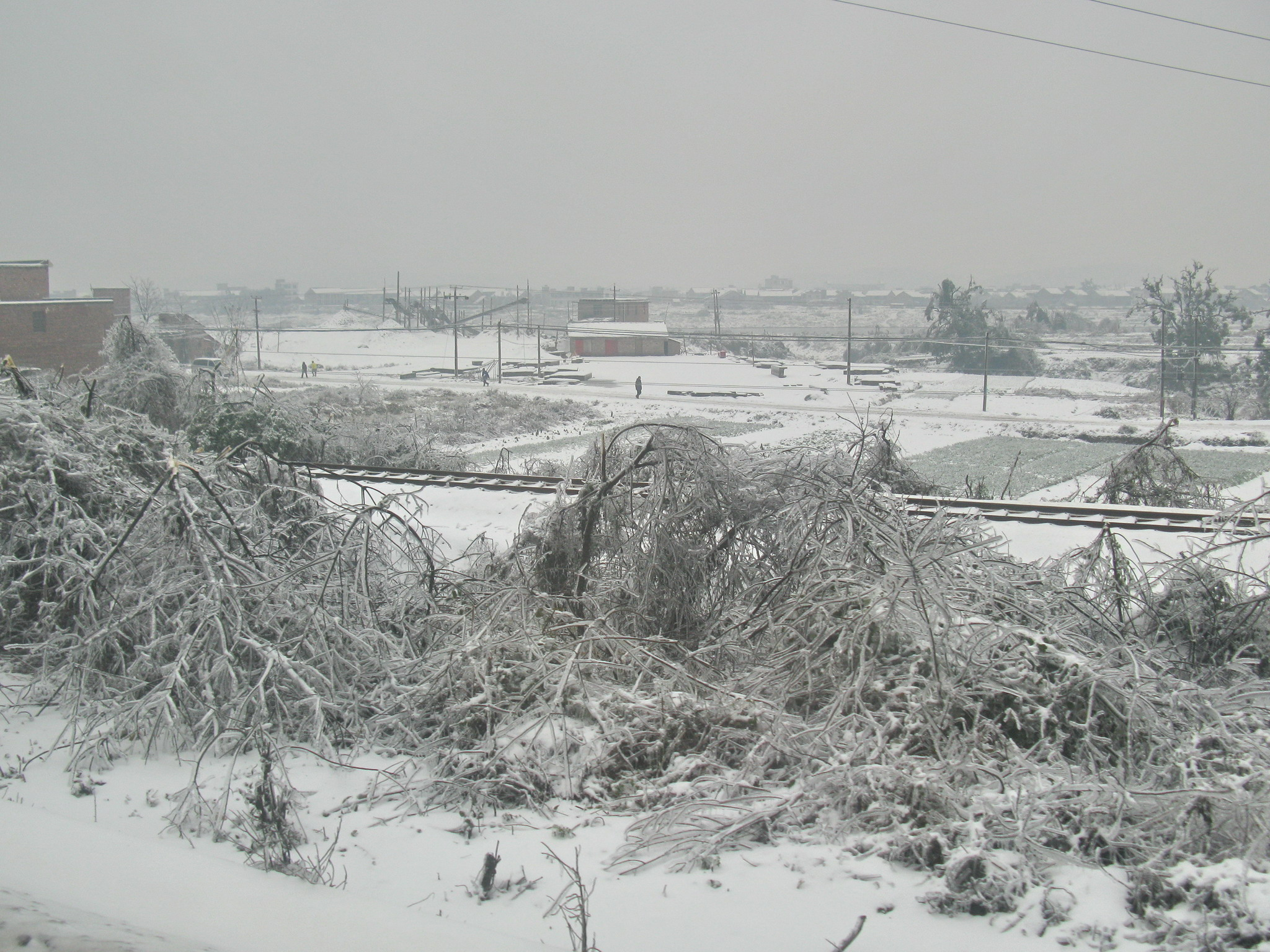
После снегопада у г. Лэйян в провинции Хунань

Катастрофический снегопад в Китае 2008 года (кит. трад. 2008年中國雪災, упр. 2008年中国雪灾, пиньинь 2008 nian Zhongguo xuezai, палл. 2008 нянь Чжунго сюэцзай) — стихийные бедствия во многих районах Китая в январе 2008 года, вызванные низкой температурой, и массовым выпадением осадков и обледенением. Особо пострадали центральные и южные районы страны, где снега обычно мало или вовсе не бывает, и чья инфраструктура не приспособлена к работе в зимних условиях.

## Погодная ситуация

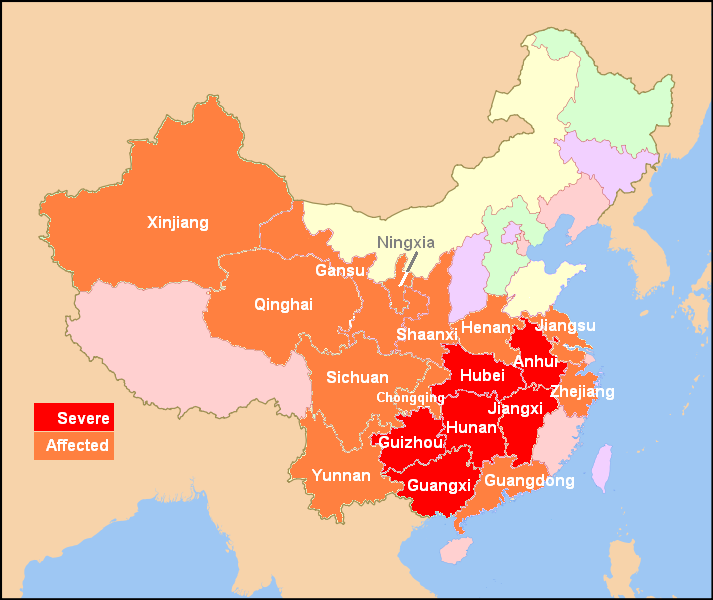
Районы, затронутые стихией

Сильное похолодание в большей части страны началось 10 января 2008 года, что повлекло сильные снегопады в приморских провинциях, где температура опустилась ниже нуля. Во многих провинциях центрального и южного Китая снегопад был рекордным за последние 17 лет, а кое-где и за 50 лет. После окончания первой сильной волны снегопадов, погода оставалась морозной, и снег продолжал идти.
Рекордное количество снега было отмечено даже в пустыне Такла-Макан на дальнем западе страны, которая впервые в истории наблюдений была полностью покрыта снегом, и где температура опустилась до −25 °C. 44 600 голов скота погибло в этой части Автономного района Синьцзян, и более 2100 парников для выращивания овощей у города Кашгар были разрушены.
Ситуация вернулась к нормальной лишь в начале февраля.

## Последствия
Снегопад затронул большинство центральных и южных провинций Китая. В результате снегопада, гололёда, обледенения и разрушения контактной сети на железных дорогах, а в некоторых местах также тумана, было парализовано движение автомобильного, железнодорожного и авиационного транспорта. Последствия этого были особо значительны, поскольку именно в это время сотни миллионов китайцев направились в ежегодную поездку в свои родные места, чтобы провести традиционный новогодний отпуск с родными (Китайский Новый год в 2008 г. отмечался 7 февраля, и традиционный сезон новогодних поездок к родным, известный как «чуньюнь» («весеннее движение»), начинается за две недели до него). Как сообщалось, на одном только вокзале в Гуанчжоу застряло не менее 200 тысяч человек, намеревавшихся ехать из фабричных городов Гуандуна в свои родные места во внутренних провинциях Китая.

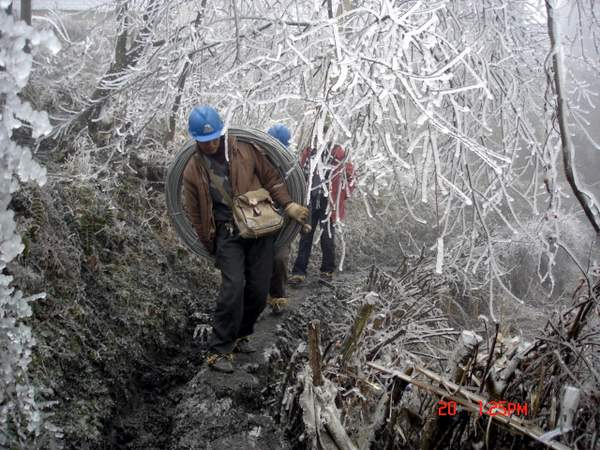
Ремонт линии электропередач

Во многих местах были разрушены линии электропередач, нарушена доставка продовольствия на рынки и в магазины, уничтожены сельскохозяйственные культуры, выращиваемые в это время года в (обычно) тёплой части страны.
Многочисленные человеческие жертвы были вызваны в результате автомобильных и автобусных аварий на обледеневших дорогах, авиакатастроф, разрушения крыш под весом снега. По данным Синьхуа, за время снегопада и его последствий скончалось 129 человек. Было разрушено 485 тысяч жилых домов, в результате чего 1,66 миллиона человек потеряли своё жилище.
На устранение последствий снегопада были брошены вооружённые силы Китая. Как сообщалось (по состоянию на 3 февраля 2008 г.), 306 тысяч солдат и 1 миллиона 70 тысяч ополченцев и резервистов участвовали в расчистке дорог, доставке продовольствия, свечей, медикаментов и прочего.